# 中部産業連盟
一般社団法人 中部産業連盟（ちゅうぶさんぎょうれんめい、英語: Central Japan Industries Association）は、愛知県名古屋市東区白壁町に拠点を置く団体。グローバルに事業活動を展開する全国ベースのマネジメント専門団体。略称は中産連（ちゅうさんれん、英語: Chusanren）。

## 特色

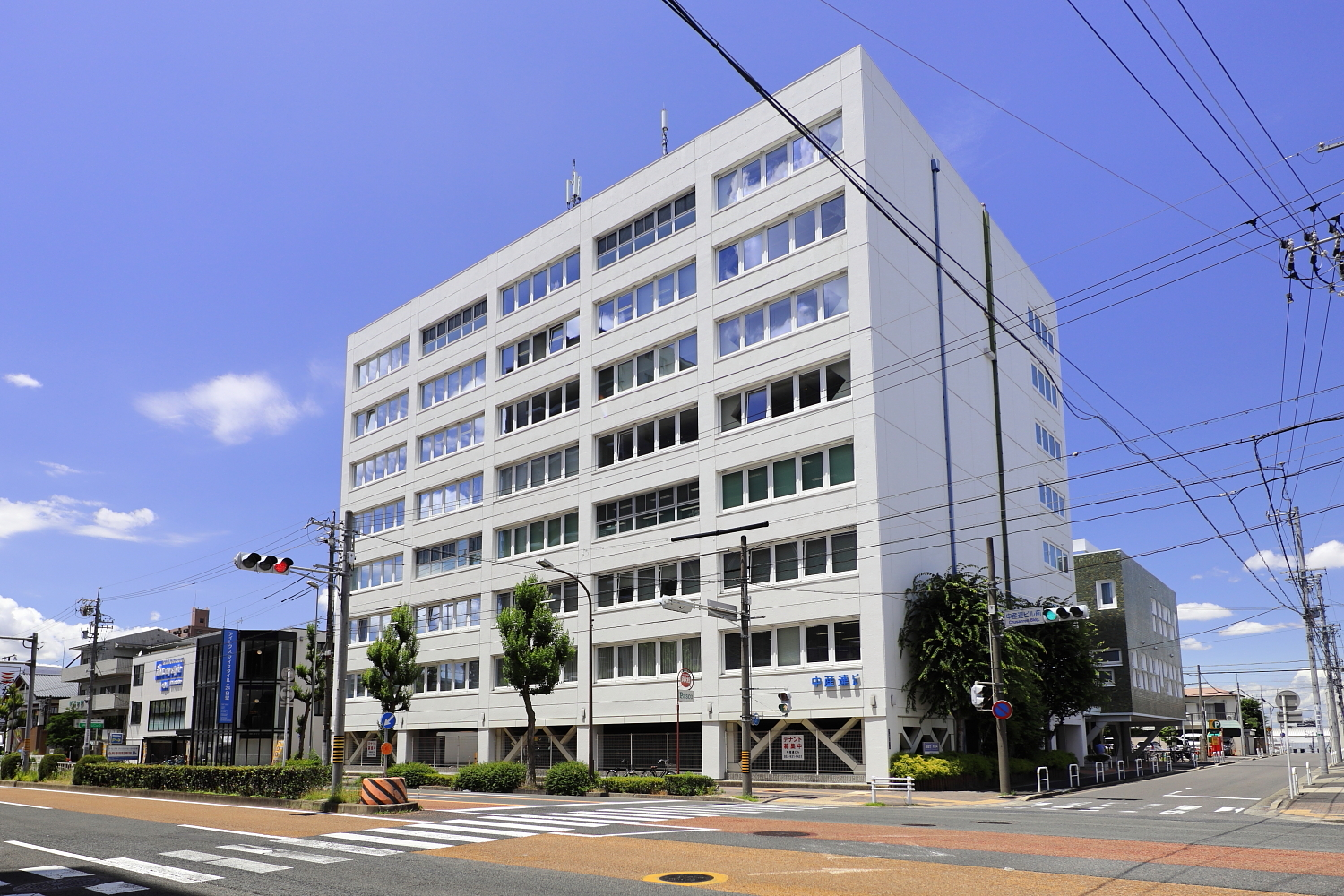
中産連ビル新館

1948年（昭和23年）、商工省（現・経済産業省）所管の公益法人として中部産業連盟（略称・中産連）が設立された。前身である新産業連盟が掲げた産業界の復興・発展という大志を受け継ぎ、明日のマネジメントに関わる提案、事業を通じた企業経営の支援を使命に掲げた。そして、日本がモノづくり立国の道を駆けるなかで中産連は、グローバルに事業活動を展開する全国ベースのマネジメント専門団体として発展。2012年（平成24年）には法令改正に基づいて一般社団法人に改組し、支援活動の幅をより一層広げている。
2018年（平成30年）、創立70周年を迎えた中産連は、約800社の企業・団体が会員として参加している。戦後70年、日本のモノづくりの成長は世界が刮目するところだったが、明日からのモノづくりは日本が未体験のフェーズになるかもしれない。そんな危機感を持って中産連は、改めて自らの姿勢と役割を問い直し、次代を見据えた活動方針と新たな事業を立ち上げ、企業経営と活動を徹底してサポートしていく覚悟を決めている。事業目的である「企業の経営に関する調査、研究、診断、指導及びその普及を行う」ことを創造的に行うため、「新しいマネジメント専門集団」として資源を結集。国際化、専門化、ネットワーク化を図り、研究 開発事業、コンサルティング事業、人材育成事業、官学・他団体・学会との連携支援事業など活動領域を拡大し、日本企業が抱える課題の解決を通じて広く産業界、企業に貢献している。

## 歴史

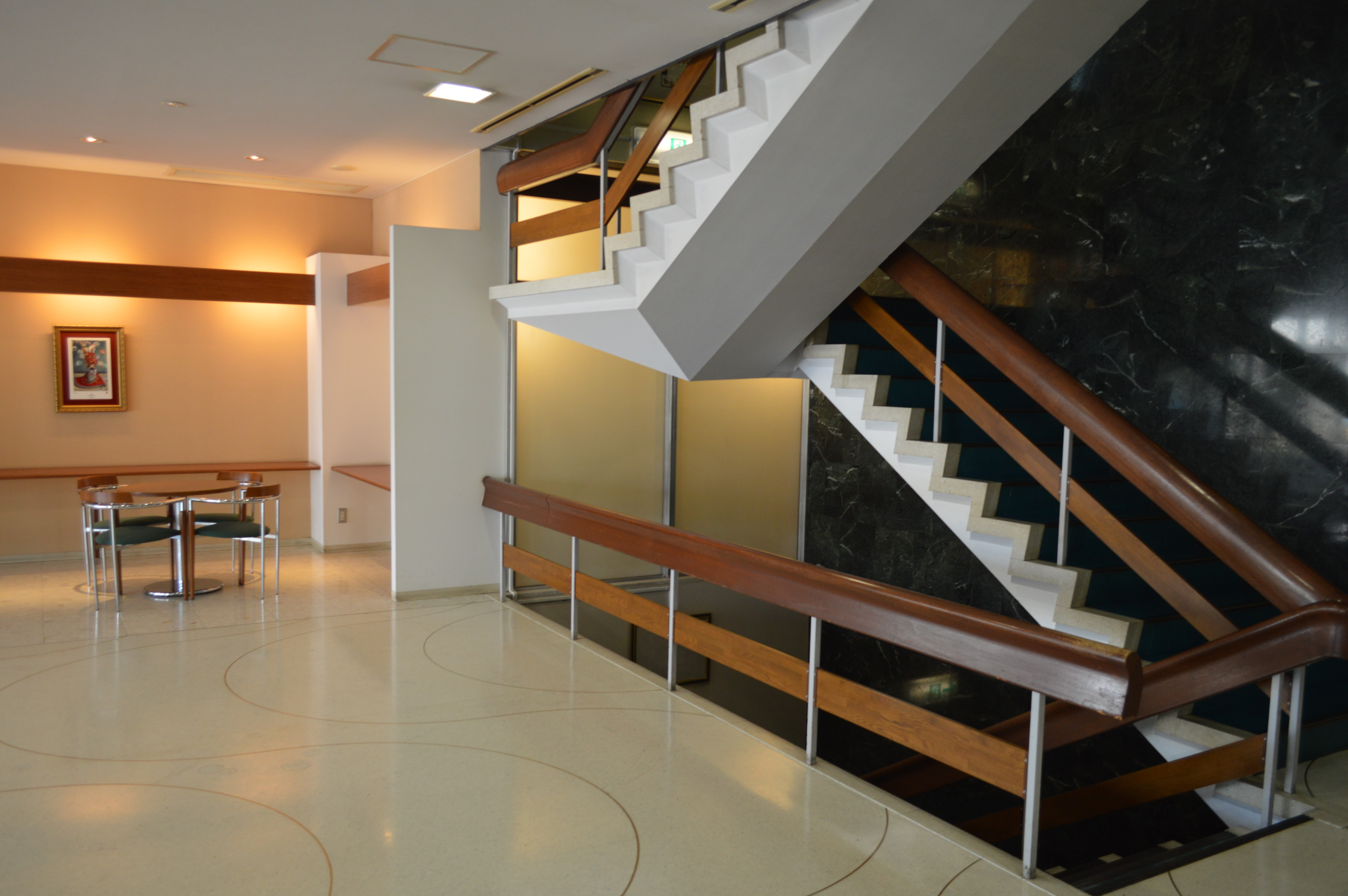
中産連ビル本館1階

- 1946年（昭和21年） - 中産連の前身である新産業連盟東海北陸支部が結成される。[2]
- 1948年（昭和23年） - 新産業連盟東海北陸支部を改組して社団法人中部産業連盟を設立。
- 1953年（昭和28年） - 中部品質管理協会[3]を設立。
- 1954年（昭和29年） - 中産連東京事務所を開設。
- 1958年（昭和33年） - 創立10周年。日本最初のノーベル賞受賞者 湯川秀樹博士講演。
- 1961年（昭和36年） - 中産連ビルディング株式会社を設立。
- 1963年（昭和38年）3月 - 坂倉準三の設計で中産連ビル（現・中産連ビル本館）が竣工。
- 1965年（昭和40年） - 中産連会員懇話会発足。
- 1966年（昭和41年） - 経営後継者アカデミー(JEA)1年コース開講。
- 1968年（昭和43年） - 創立20周年。宮沢喜一経企庁長官講演。
- 1969年（昭和44年） - 株式会社国際経営管理研究所（現リーム中産連）を設立。海外でのコンサルティング開始。
- 1977年（昭和52年） - トヨタ生産方式セミナー開始。
- 1979年（昭和54年） - 初の訪中団編成。
- 1982年（昭和57年） - 創立35周年記念事業としてP.F.ドラッカー博士講演。
- 1985年（昭和60年） - 第1次日中友好の船派遣。
- 1987年（昭和62年） - 第1回中産連マネジメント大会を開催。
- 1988年（昭和63年） - 創立40周年を記念して、懸賞論文「明日の経営を求めて」を公募。
- 1992年（平成4年） - 米国で「日米生産管理技術交流会」を開催。
- 1996年（平成8年） - 「VM(Visual Management)賞」創設。
- 1998年（平成10年） - 創立50周年。アメリカ上院議員 ジョン・D・ロックフェラー講演。
- 1998年（平成10年） - 財団法人日本適合性認定協会より環境マネジメントシステム審査員研修機関の認定登録。
- 1999年（平成11年） - 「日本経営管理標準(JIMS: Japan Management Standard)」審議委員会を開催。
- 2000年（平成12年） - 環境パートナーシップ・CLUB設立、事務局を委託される。
- 2001年（平成13年） - 日本経営管理標準(JMS)を発表。
- 2003年（平成15年） - 創立55周年。liP(Investors in People)紹介セミナーを開催。
- 2005年（平成17年） - 中国北京市に「日本中部産業連盟北京代表処」を開所。
- 2006年（平成18年） - 財団法人日本情報処理開発協会よりプライバシーマーク付与認定指定機関の指定。
- 2008年（平成20年） - 創立60周年。トヨタ自動車取締役名誉会長 豊田章一郎講演。
- 2008年（平成20年） - 中小企業診断士登録養成課程を開講。
- 2008年（平成20年） - 創立60周年を記念して「カイゼンの処方箋」を出版。
- 2010年（平成22年） - 企業で選抜された次世代経営リーダー育成塾「木曽駒塾」開講。
- 2012年（平成24年） - 公益法人制度の改正に基づき、非営利型「一般社団法人」に法人格を変更。
- 2018年（平成30年） - 創立70周年。トヨタ自動車相談役 張富士夫講演。
- 2021年（令和3年） - 中産連ビル本館がDOCOMOMO JAPAN選定 日本におけるモダン・ムーブメントの建築に選定。

## 歴代会長
| 代数 | 氏名     | 在任期間        |
| ---- | -------- | --------------- |
| 初代 | 加藤澄蔵 | 1948年 - 1950年 |
| 2代  | 古池信三 | 1950年 - 1963年 |
| ３代 | 村岡嘉六 | 1963年 - 1974年 |
| 4代  | 永井嘉吉 | 1974年 - 1984年 |
| 5代  | 薦田国雄 | 1984年 - 1994年 |
| 6代  | 内藤明人 | 1994年 - 2006年 |
| 7代  | 池渕浩介 | 2006年 - 2012年 |
| 8代  | 平野幸久 | 2012年 - 2020年 |
| 9代  | 伊奈功一 | 2020年 - 2024年 |
| 10代 | 藤岡高広 | 2024年 -        |

## 役員
2024年6月11日現在
- 会長
  - 藤岡高広 – 愛知製鋼株式会社 取締役会長
- 副会長
  - 嶋尾正 – 大同特殊鋼株式会社 相談役
- 相談役
  - 平野幸久 – 中部国際空港株式会社 元取締役会長
  - 池渕浩介 - トヨタ自動車株式会社 前相談役
  - 伊奈功一 - ダイハツ工業株式会社　元取締役会長
  - 多賀潤一郎 - イビデン株式会社 名誉顧問
  - 豊原洋治 - 豊田通商株式会社 元取締役副会長
- 専務理事（常勤）
  - 小坂信之 - 一般社団法人中部産業連盟

## 主な活動
- コンサルティング 全社改革、人材管理・働き方改革、マーケティング・販売、生産、物流、情報システム、グローバル化、各種マネジメントシステム構築 海外協力
- セミナー 階層別研修、開発設計研修、生産部門研修、グローバル人財・貿易研修、営業部門研修、ビジネススキル研修、財務・経理／法務・人事労務研修、人材開発・管理部門研修、メンタルヘルス研修、ISO/VDA関連、特別プロジェク。企業内研修
- 独自事業 日本経営管理標準(JMS)、トヨタ生産システム研究会(TPS)、ビジュアル・マネジメント賞(VM賞)、次世代経営者育成(木曽駒塾)、経営後継者育成アカデミー(JEA)、総合人材サービス事業(Human Laboratory)、海外洋上研修事業(中産連・創造の船)、Chusanren Assessment Program(CAP-人材アセスメント)、自律型社員育成(職場力)、ネクスト・イノベーション・テクノロジーフェア(産業展) Pマーク審査センター(審査認証事業)、環境パートナーシップ・CLUB(EPOC)、日本中部産業連盟北京代表処(北京事務所)、食品安全マネジメントシステム規格JSF-A/B監査機関[5](HACCP制度化対応)
- 会員サービス マネジメント情報誌・機関誌の発行、中産連年次コンサルタント論文発表会、会員懇話会の実施、経営・法律相談、他